# Zdzisław Chmielewski (samorządowiec)
Zdzisław Chmielewski (ur. 1957) – polski inżynier i samorządowiec, prezydent Suwałk (1990–1991). 

## Życiorys
Ukończył studia na Politechnice Białostockiej. Był zatrudniony jako dyrektor Przedsiębiorstwa Budownictwa Ogólnego. W latach 1990–1991 sprawował urząd prezydenta Suwałk z ramienia Komitetu Obywatelskiego. W 1991 został odwołany z tej funkcji, po czym pełnił obowiązki prezesa Suwalskiej Spółdzielni Mieszkaniowej oraz przewodniczącego rady nadzorczej spółki BISON-BIAL S.A. Bez powodzenia ubiegał się o mandat posła z ramienia BBWR. W wyborach w 2006 bezskutecznie startował z ramienia PiS do Rady Miejskiej. W 2007 został przewodniczącym rady nadzorczej spółki „Ares”.